# African Beach Games 2019
Die I. African Beach Games 2019 fanden vom 14. bis 23. Juni 2019 in Sal in Kap Verde statt. Die Erstvergabe der Sportspiele an Kap Verde wurde im Mai 2017 verkündet.

## Sportarten & Zeitplan
| Juni                | 14. Fr | 15. Sa | 16. So | 17. Mo | 18. Di | 19. Mi | 20. Do | 21. Fr | 22. Sa | 23. So |
| ------------------- | ------ | ------ | ------ | ------ | ------ | ------ | ------ | ------ | ------ | ------ |
| Zeremonien          | EZ     |        |        |        |        |        |        |        |        | AZ     |
| 3×3-Basketball      |        |        |        |        |        | ●      | ●      | ●      | X      | X      |
| Beachhandball       | ●      | ●      | X      |        |        |        |        |        |        |        |
| Beachsoccer         |        |        |        |        |        | ●      | ●      | ●      | ●      | X      |
| Beachtennis         | ●      | X      | X      |        |        |        |        |        |        |        |
| Beachvolleyball     |        |        |        |        | ●      | ●      | ●      | ●      | ●      | X      |
| Küstenrudern        | ●      | X      |        |        |        |        |        |        |        |        |
| Freestyle Football  |        |        | X      |        |        |        |        |        |        |        |
| Freiwasserschwimmen |        |        | X      |        |        |        |        |        |        |        |
| Kata-Karate         | X      | X      |        |        |        |        |        |        |        |        |
| Kiteboarding        |        |        |        |        |        | X      | X      |        |        |        |
| Leichtathletik      |        |        | X      |        |        |        |        |        |        |        |

| EZ = Eröffnungszeremonie | ● = Wettbewerb | X = Entscheidung | AZ = Abschlusszeremonie |
| ------------------------ | -------------- | ---------------- | ----------------------- |

## Ergebnisse

### 3x3-Basketball
| Wettbewerb  | Gold             | Silber         | Bronze           |
| ----------- | ---------------- | -------------- | ---------------- |
| Turnier     | Mali             | Algerien       | Elfenbeinküste   |
| Dunkcontest | Anderson Correia | Diarouma Benke | Aboubakar Traore |

| Wettbewerb | Gold            | Silber           | Bronze          |
| ---------- | --------------- | ---------------- | --------------- |
| Turnier    | Mali            | Togo             | Nigeria         |
| Shootout   | Josette Awasnem | Victoria Netumbo | Sissoko Assetou |

### Beachhandball
| Wettbewerb | Gold     | Silber | Bronze  |
| ---------- | -------- | ------ | ------- |
| Turnier    | Tunesien | Togo   | Marokko |

| Wettbewerb | Gold     | Silber    | Bronze   |
| ---------- | -------- | --------- | -------- |
| Turnier    | Tunesien | Kap Verde | Algerien |

### Beachsoccer
| Wettbewerb | Gold    | Silber  | Bronze  |
| ---------- | ------- | ------- | ------- |
| Turnier    | Senegal | Marokko | Nigeria |

| Wettbewerb | Gold      | Silber   | Bronze |
| ---------- | --------- | -------- | ------ |
| Turnier    | Kap Verde | Algerien | –      |

### Beachtennis
| Wettbewerb | Gold                             | Silber                        | Bronze                  |
| ---------- | -------------------------------- | ----------------------------- | ----------------------- |
| Doppel     | Youssef Ghazouani Anass Bouaouda | Fabrice Nayna Etienne Fleurie | Fazal Khan Ibrahim Yego |

| Wettbewerb | Gold                                              | Silber                                 | Bronze                                         |
| ---------- | ------------------------------------------------- | -------------------------------------- | ---------------------------------------------- |
| Doppel     | Marokko Camilla Benabdeljalil Sarah Benabdeljalil | Nigeria Blessing Audu Christie Agugbom | Kap Verde Silvia Nascimento Jocilene Fernandes |

| Wettbewerb | Gold                                 | Silber                                | Bronze                            |
| ---------- | ------------------------------------ | ------------------------------------- | --------------------------------- |
| Doppel     | Anass Bouaouda Camilla Benabdeljalil | Youssef Ghazouani Sarah Benabdeljalil | Anderson Neves Jocilene Fernandes |

### Beachvolleyball
| Wettbewerb | Gold                                  | Silber                              | Bronze                                    |
| ---------- | ------------------------------------- | ----------------------------------- | ----------------------------------------- |
| Turnier    | Mosambik Delcio Soares Aldevino Nguvo | Ghana Samuel Essilfie Kelvin Carboo | Marokko Mohammed Abicha Zouheir El Graoui |

| Wettbewerb | Gold                                            | Silber                            | Bronze                             |
| ---------- | ----------------------------------------------- | --------------------------------- | ---------------------------------- |
| Turnier    | Marokko Nora Nezha Jihane Darrhar Imane Zeroual | Namibia Julia Laggner Kim Seebach | Kenia Naomie Too Gaudencia Makokha |

### Küstenrudern
| Wettbewerb | Gold            | Silber           | Bronze        |
| ---------- | --------------- | ---------------- | ------------- |
| Einzel     | Habiche Oussama | Mohamed Mansouri | Michael Moses |

| Wettbewerb | Gold          | Silber      | Bronze      |
| ---------- | ------------- | ----------- | ----------- |
| Einzel     | Sarra Zammali | Rouba Amina | Esther Toko |

| Wettbewerb | Gold                                 | Silber                            | Bronze                                  |
| ---------- | ------------------------------------ | --------------------------------- | --------------------------------------- |
| Doppel     | Algerien Habiche Oussama Rouba Amina | Nigeria Michael Moses Esther Toko | Tunesien Mohamed Mansouri Sarra Zammali |

### Freestyle Football
| Wettbewerb | Gold            | Silber            | Bronze            |
| ---------- | --------------- | ----------------- | ----------------- |
| Battle     | Othmane Djedidi | Nicholas Barros   | Saidi Naoureddine |
| Routine    | Nicholas Barros | Saidi Naoureddine | Othmane Djedidi   |

| Wettbewerb | Gold            | Silber            | Bronze            |
| ---------- | --------------- | ----------------- | ----------------- |
| Battle     | Othmane Djedidi | Nicholas Barros   | Saidi Naoureddine |
| Routine    | Nicholas Barros | Saidi Naoureddine | Othmane Djedidi   |

### Freiwasserschwimmen
| Wettbewerb | Gold                    | Silber         | Bronze              |
| ---------- | ----------------------- | -------------- | ------------------- |
| 5 km       | Mathy Mathieu Ben Rahou | Haithem Mbarki | Betka Ali Merouance |

| Wettbewerb | Gold         | Silber    | Bronze              |
| ---------- | ------------ | --------- | ------------------- |
| 5 km       | Moualfi Sara | Alya Gara | Ayat Allah Elanouar |

### Kata-Karate
| Wettbewerb | Gold                                                 | Silber                                                  | Bronze                                                      |
| ---------- | ---------------------------------------------------- | ------------------------------------------------------- | ----------------------------------------------------------- |
| Einzel     | Mohammed El-Hanni                                    | Ouites Mouad                                            | Ofentse Bakwadi                                             |
| Team       | Algerien Lakrout Samir Quites Mouad Haoia Abdelhakim | Botswana Thebe Duna Tlotlang Ponatshego Ofentse Bakwadi | Kap Verde Mauro Soares José Mendes Goncalves Leonardo Ramos |

| Wettbewerb | Gold                                               | Silber                                                    | Bronze                                               |
| ---------- | -------------------------------------------------- | --------------------------------------------------------- | ---------------------------------------------------- |
| Einzel     | Sanae Agalmam                                      | Suzelle Pronk                                             | Entle Maungwa                                        |
| Team       | Marokko Sande Agalmam Aya En-Nesyry Lamiae Bertali | Algerien Hadj Manel Kamilia Hanouti Sara Salakedji Rayane | Botswana Centy Kgosikoma Lame Hetanang Entle Maungwa |

### Kiteboarding
| Wettbewerb   | Gold                  | Silber           | Bronze          |
| ------------ | --------------------- | ---------------- | --------------- |
| Foilracing   | Jean Laurl Fenouillot | Hicham Tirya     | Luis Duarte     |
| Boardercross | Jean Laurl Fenouillot | Luis Drany Clair | Boudjatit Ahmed |

| Wettbewerb   | Gold                  | Silber           | Bronze          |
| ------------ | --------------------- | ---------------- | --------------- |
| Foilracing   | Jean Laurl Fenouillot | Hicham Tirya     | Luis Duarte     |
| Boardercross | Jean Laurl Fenouillot | Luis Drany Clair | Boudjatit Ahmed |

### Leichtathletik
| Wettbewerb   | Gold                         | Silber                            | Bronze                            |
| ------------ | ---------------------------- | --------------------------------- | --------------------------------- |
| Halbmarathon | Robert Chemonges (1:04:48 h) | Charles Yosei Muneria (1:05:24 h) | Abdillahi Bouh Moumin (1:06:12 h) |

| Wettbewerb   | Gold                     | Silber                      | Bronze                          |
| ------------ | ------------------------ | --------------------------- | ------------------------------- |
| Halbmarathon | Riham Senani (1:18:20 h) | Lavinia Haitope (1:19:06 h) | Priscilla Chelangat (1:20:25 h) |